# Groß Schenkenberg
Groß Schenkenberg település Németországban, Schleswig-Holstein tartományban. Lakosainak száma 583 fő (2023. december 31.).

## Népesség
A település népességének változása:
| Lakosok száma | 262  | 552  | 575  | 565  | 586  | 583  |
|               | 1975 | 2017 | 2019 | 2021 | 2022 | 2023 |